# De 5 Rijken
De 5 Rijken is een Franse stripreeks van het scenaristencollectief Lewelyn en tekenaar Jérome Lereculey die vanaf 2020 wordt uitgegeven door de Belgische Uitgeverij Daedalus. Lewelyn bestaat uit de schrijvers David Chauvel, Patrick Wong en Mélanie Guyard (Andoryss). De strip wordt geïnkt door Lucyd en ingekleurd door Dimitris Martinos. De artistieke leiding en het karakterontwerp zijn in handen van Didier Poli.
Het betreft een stripreeks die zal bestaan uit vijf cycli van elk meerdere albums, waarvan tot en met 2024 dertien delen zijn verschenen in Nederlandse vertaling. In elk van de cycli staat een van de vijf rijken uit de in deze reeks gecreëerde wereld centraal:
- Angleon, het rijk van de katachtigen;
- Lys, het rijk van de primaten;
- Arnor, het rijk van de beren en wolven;
- Erinal, het rijk van de herkauwers;
- Ithara, het rijk van de reptielen.

Het eerste deel verscheen in Frankrijk in 2019 en in 2020 in Nederlandse vertaling.

## Inhoud
De 5 Rijken is een antropomorfische fantasystrip die zich afspeelt in een mythische wereld die bestaat uit vijf door dieren geregeerde rijken. Angleon, het rijk van de katachtigen, is het dominante rijk. Daarnaast zijn er Lys (het rijk van de primaten), Erinal (het rijk van de herkauwers), Ithara (het rijk van de reptielen) en Arnor (het rijk van de beren en wolven). Het plot wordt gedreven door machtsstrijd en complotten, vanwege  de verschillende belangen van deze rijken, hun koninklijke families en individuele actoren. De opzet van de serie doet daarmee denken aan de televisieserie Game of Thrones.

## Albums
| Cyclus     | Nummer | Titel                                                                 | Uitgever(s)         | Jaar |
| ---------- | ------ | --------------------------------------------------------------------- | ------------------- | ---- |
| I. Angleon | 1      | Uit alle macht (Frans: De toutes mes forces)                          | Uitgeverij Daedalus | 2020 |
| I. Angleon | 2      | Iemand die nog leeft (Frans: Quelqu'un de vivant)                     | Uitgeverij Daedalus | 2020 |
| I. Angleon | 3      | De liefde van een idioot (Frans: L'amour d'un imbécile)               | Uitgeverij Daedalus | 2020 |
| I. Angleon | 4      | Dezelfde wreedheid (Frans: La même férocité)                          | Uitgeverij Daedalus | 2022 |
| I. Angleon | 5      | Het voorwerp van je haat (Frans: L'objet de votre haine)              | Uitgeverij Daedalus | 2022 |
| I. Angleon | 6      | Niet de kracht (Frans: Pas la force)                                  | Uitgeverij Daedalus | 2023 |
| II. Lys    | 7      | Tijd voor het geschenk (Frans: L’Heure du cadeau)                     | Uitgeverij Daedalus | 2023 |
| II. Lys    | 8      | Doder dan dood (Frans: Plus morte que morte)                          | Uitgeverij Daedalus | 2024 |
| II. Lys    | 9      | Je innerlijke lach (Frans: Ton rire intérieur)                        | Uitgeverij Daedalus | 2025 |
| II. Lys    | 10     | Réapprendre la peur (nog niet in Nederlandse vertaling verschenen)    | Delcourt            | 2023 |
| II. Lys    | 11     | Tomber vraiment (nog niet in Nederlandse vertaling verschenen)        | Delcourt            | 2023 |
| II. Lys    | 12     | La première à mourir (nog niet in Nederlandse vertaling verschenen)   | Delcourt            | 2023 |
| III. Arnor | 13     | Rester vivants (nog niet in Nederlandse vertaling verschenen)         | Delcourt            | 2024 |
| III. Arnor | 14     | Juste des ennemis (nog niet in Nederlandse vertaling verschenen)      | Delcourt            | 2025 |
| III. Arnor | 15     | Rien de plus que vivre (nog niet in Nederlandse vertaling verschenen) | Delcourt            | 2025 |

## Spin-off
In 2024 verscheen bij uitgeverij Delcourt in het Frans het spin-off album Demeus Lor over het titelpersonage, een jonge ocelot die terugkeerde naar een van de eilanden rond Angleon na de moord op koning Mederion. Hij is een van degenen die indringers op het eiland, bestaande uit een contingent berensoldaten, wil weerstaan.